# Бразиль

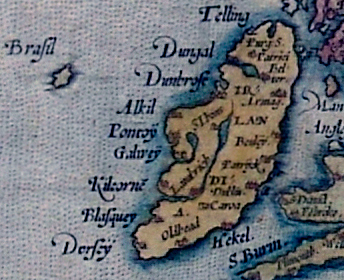
Пізнє зображення острова Бразиль на карті Ортелія (1572)

Бразиль (лат. Brasil, Bresil) — фантомний острів, який на переконання картографів XIV—XVI ст. існував в Атлантиці на захід від Британських островів.

## Назва
Назва, швидше за все походить від кельтського слова breas у значенні «славетний», «славнозвісний», за іншою версією — від назви невідомого сильного барвника, що позначався словом «brasa» або «brasil».

## Історія
Вперше був позначений на портолані Далорто 1325 року під назвою «Insula montonis sive abresil». Пізніші карти уточнюють, що острів був вкритий горами і був постачальником барвників.
У Каталанському атласі (1375) має форму серпанка з дев'ятьма маленькими острівцями у глибокій затоці. На думку В.Бабкока таким чином могла бути позначена затока Святого Лаврентія — а відтак повідомлення Каталонського атласа є свідченням відкриття Північної Америки принаймні за століття до плавання Колумба і Кабота.
Після офіційного відкриття у 1427 р. Азорських островів, острів Бразиль був ототожнений з Терсейрою — саме так вона була позначена на карті Андреа Б'янко (1436 р.), проте ця версія проіснувала недовго.
У 1452 р. на пошуки «землі Бразиль» вирушив португалець Діогу де Тейве, який зрештою відкрив найвіддаленіші острови Азорського архіпелагу — Флореш та Корву, а також Саргасове море.
У 1472 р. Жуан Ваш Корте-Реал замість Бразиля відкрив Ньюфаундленд.
Мандрівка англійця Джона Ллойда в 1480 році, який теж шукав Бразиль, не мала результатів. У 90-х роках XV ст. бристольські торгівці здійснили принаймні ще дві подорожі з тією ж метою. Сподівався знайти Бразиль і Христофор Колумб, і Джон Кабот, які врешті відкрили Центральну та Північну Америку.
У 1500 р. у пошуках Бразиля Гашпар Корте-Реал відкрив Лабрадор, але врешті назва «Бразиль» закріпилася за відкритою того ж року Педру Алварішем Кабралом землею Чесного Хреста — майбутньою Бразилією, яка, однак була розташована набагато південніше, аніж позначався на картах острів Бразиль.
Проте і після цього на деяких картах легендарний острів позначався на «звичному» місці, щоправда, із часом поступово «зменшуючи» свої розміри. Останній раз зустрічається на карті, датованій 1853 роком. Найпізніше повідомлення про «відвідини» острова — 1872 рік.